# Arlene Sharpe
Arlene Helen Sharpe (1953) é uma imunologista estadunidense, George Fabyan Professor of Comparative Pathology na Escola de Medicina Harvard.
Em 2017 recebeu o Warren Alpert Foundation Prize com Gordon Freeman, Lieping Chen, James Patrick Allison e  Tasuku Honjo, por suas contribuições coletivas para a fundação pré-clínica e desenvolvimento do bloqueio do ponto de controle imunológico, uma nova forma de terapia do câncer que transformou a paisagem do tratamento do câncer. Serviu como centésima presidente da American Association of Immunologists (AAI) de 2016 a 2017 e atuou como membro do Conselho da AAI de 2013 a 2016. É codiretora do Evergrande Center for Immunologic Diseases da Escola de Medicina Harvard e do Brigham and Women's Hospital.
Graduada pelo Harvard College e Escola de Medicina Harvard.
É cotada pelo Clarivate Citation Laureates para receber um Nobel de Fisiologia ou Medicina.

## Prêmios e honrarias
- 1993: Beckman Young Investigators Award[6]
- 2006: Fellow, Associação Americana para o Avanço da Ciência
- 2014: Prêmio William B. Coley por pesquisa de destaque em imunologia tumoral
- 2017: Warren Alpert Foundation Prize[3]
- 2018: Membro, Academia Nacional de Ciências dos Estados Unidos